# آرتور هنفری
آرتور هنفری (به انگلیسی: Arthur Henfrey) بازیکن فوتبال زادهٔ ۱۹ دسامبر ۱۸۶۷ اهل کشور انگلستان که سابقهٔ بازی در تیم ملی فوتبال انگلستان را در کارنامهٔ خود دارد. وی در تاریخ ۷ مارس ۱۸۹۱ نخستین بازی ملی خود را در مقابل تیم ملی فوتبال ایرلند انجام داد و با حضور در ۵ بازی ملی، در تاریخ ۴ آوریل ۱۸۹۶ واپسین بازی ملی‌اش را در برابر تیم ملی فوتبال اسکاتلند برگزار کرد.
این بازیکن توانسته در بازی‌های ملی، ۲ گل به ثمر برساند.